# Palatijnse tiara

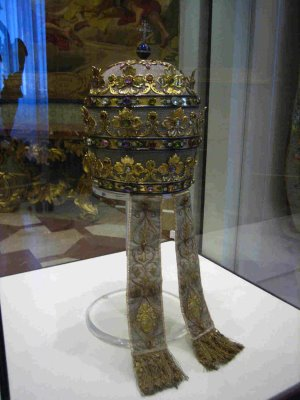
De Palatijnse tiara

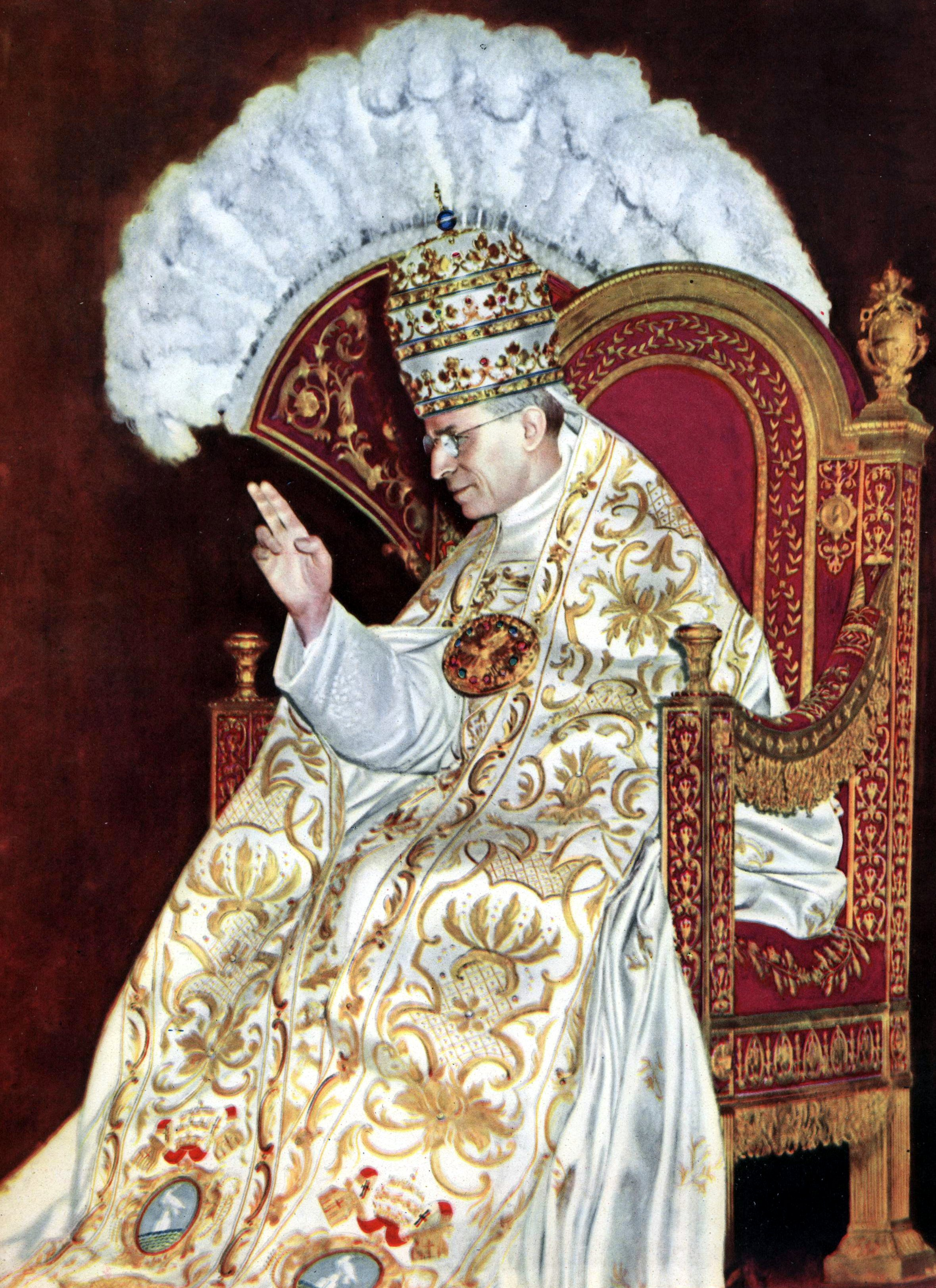
Paus Pius XII met de Tiara

De Palatijnse tiara is een pauselijke tiara die de Palatijnse Garde in 1877 cadeau deed aan paus Pius IX, ter gelegenheid van de vijftigste verjaardag van diens bisschopswijding. De tiara is het meest gebruikt van alle tiara's. De pausen Pius XII en Johannes XXIII werden beiden gekroond met deze tiara. Pausen kregen doorgaans een tiara ten geschenke van het (aarts)bisdom waar zij resideerden voordat zij tot paus gekroond werden. In het geval van Pius XII was dat niet mogelijk, omdat Pius XII - die zijn arbeidszame leven lang verbonden was aan de Romeinse Curie - geen residentieel aartsbisschop was geweest. In het geval van Johannes XIII gold dat de tiara die hij kreeg van het bisdom Bergamo nog niet klaar was op het moment van de kroning.
De Palatijnse tiara is rijkversierd. De basis van de tiara is van zilver maar alle drie kronen zijn uitbundig bewerkt met goud. Er zijn in totaal 540 parels verwerkt in de tiara, en daarnaast zijn er talloze edelstenen gebruikt.
Na Johannes XXIII werd deze tiara niet meer gebruikt. Paus Paulus VI gebruikte een tiara die hem door het aartsbisdom Milaan ten geschenke werd gegeven. Daarna werden de pausen niet meer gekroond.